# Vescovana
Vescovana är en ort och kommun i provinsen Padova i regionen Veneto i Italien. Kommunen hade 1 791 invånare (2018).